# Medellín (bài hát)
"Medellín" là một bài hát của nữ ca sĩ kiêm nhạc sĩ người Mỹ Madonna và nam ca sĩ người Colombia Maluma. Nó được phát hành vào ngày 17 tháng 4 năm 2019 như là đĩa đơn mở đường cho album phòng thu thứ mười bốn của Madonna, Madame X. Bài hát được đặt tên theo tên một thành phố ở Colombia, nơi mà Maluma sinh ra. Madonna và Maluma đã biểu diễn bài hát trực tiếp cùng nhau tại Lễ trao Giải âm nhạc Billboard 2019.

## Bối cảnh và phát hành
—Madonna nói về việc hợp tác với Maluma.
Maluma gặp gỡ Madonna sau khi anh ấy biểu diễn tại Lễ trao Giải Video âm nhạc của MTV 2018. Vào tháng 2 năm 2019, Maluma đăng tải một bức ảnh lên Instagram cho thấy anh đang trong phòng thu với Madonna. Anh ấy tiết lộ với Forbes trong một buổi phỏng vấn rằng họ đang làm việc cùng nhau, nói rằng: "Madonna và tôi đang hợp tác cùng nhau, tạo ra những bài hát rất hay. Tôi cảm thấy rất hào hứng. Nó là một bước tiến lớn cho nền văn hóa của tôi, cho nền văn hóa Latin, phải nói là rất, rất lớn." Vào ngày 15 tháng 4 năm 2019, Madonna chia sẻ ảnh bìa của bài hát trên các trang mạng xã hội của cô. Bài hát được phát hành vào ngày 17 tháng 4 năm 2019 và được phát lần đầu trên kênh radio Beats 1.

## Video âm nhạc
Video âm nhạc của "Medellín" được hé lộ vào ngày 17 tháng 4 năm 2019 và sau đó chính thức ra mắt vào ngày 24 tháng 4 trong một sự kiện đặc biệt trực tiếp trên MTV UK và MTV. Nó được phát sóng trên khắp các hệ thống truyền hình mặt đất và truyền hình kỹ thuật số của MTV. Nó được đạo diễn bởi Diana Kunst và Mau Morgó.

## Biểu diễn trực tiếp
Madonna và Maluma lần đầu tiên biểu diễn bài hát trực tiếp cùng nhau tại Lễ trao Giải âm nhạc Billboard 2019 vào ngày 1 tháng 5 năm 2019. Billboard xếp hạng nó là màn trình diễn tốt thứ nhì trong đêm trao giải. Sau màn trình diễn, bài hát nhận được khá nhiều các lượt nghe online, tăng 261% từ 596.000 lượt lên 2,2 triệu lượt.

## Danh sách đĩa nhạc
| Tải xuống kỹ thuật số/Streaming | Tải xuống kỹ thuật số/Streaming  | Tải xuống kỹ thuật số/Streaming |
| STT                             | Nhan đề                          | Thời lượng                      |
| ------------------------------- | -------------------------------- | ------------------------------- |
| 1.                              | "Medellín" (bản nằm trong album) | 4:58                            |

| Tải xuống kỹ thuật số/Streaming – Các bản remix | Tải xuống kỹ thuật số/Streaming – Các bản remix  | Tải xuống kỹ thuật số/Streaming – Các bản remix |
| STT                                             | Nhan đề                                          | Thời lượng                                      |
| ----------------------------------------------- | ------------------------------------------------ | ----------------------------------------------- |
| 1.                                              | "Medellín" (Offer Nissim Madame X In The Sphinx) | 5:30                                            |
| 2.                                              | "Medellín" (Offer Nissim Set Me Free Remix)      | 5:10                                            |

| CD quảng bá tại Pháp | CD quảng bá tại Pháp                          | CD quảng bá tại Pháp |
| STT                  | Nhan đề                                       | Thời lượng           |
| -------------------- | --------------------------------------------- | -------------------- |
| 1.                   | "Medellín" (bản chỉnh sửa cho đài phát thanh) | 3:51                 |
| 2.                   | "Medellín" (bản nằm trong album)              | 4:58                 |

## Xếp hạng
| Bảng xếp hạng (2019)                | Vị trí cao nhất |
| ----------------------------------- | --------------- |
| Argentina (Argentina Hot 100)       | 57              |
| Bỉ (Ultratip Flanders)              | 8               |
| Bỉ (Ultratip Wallonia)              | 7               |
| Canada Digital Songs (Billboard)    | 37              |
| China Airplay (Billboard)           | 12              |
| Colombia (Monitor Latino)           | 10              |
| Croatia (HRT)                       | 9               |
| Finland Digital Songs (Billboard)   | 5               |
| France Downloads (SNEP)             | 11              |
| Greece Digital Songs (Billboard)    | 3               |
| Hungary (Single Top 40)             | 9               |
| Israel (Media Forest)               | 7               |
| Italy (FIMI)                        | 37              |
| Japan Hot Overseas (Billboard)      | 17              |
| Mexico Espanol Airplay (Billboard)  | 19              |
| New Zealand Hot Singles (RMNZ)      | 37              |
| Panama (Monitor Latino)             | 17              |
| Ba Lan (Polish Airplay Top 100)     | 32              |
| Portugal Digital Songs (Billboard)  | 4               |
| Romania (Airplay 100)               | 81              |
| Scotland (OCC)                      | 42              |
| Slovakia (Rádio Top 100)            | 53              |
| Spain (PROMUSICAE)                  | 67              |
| Sweden Digital Songs (Billboard)    | 5               |
| Thụy Sĩ (Schweizer Hitparade)       | 69              |
| Anh Quốc (OCC)                      | 87              |
| Hoa Kỳ Dance Club Songs (Billboard) | 1               |
| Hoa Kỳ Hot Latin Songs (Billboard)  | 18              |
| US Pop Digital Songs (Billboard)    | 21              |
| Venezuela (National-Report)         | 5               |

## Lịch sử phát hành
| Khu vực   | Thời gian               | Đinh dạng                       | Hãng đĩa              | Ref.   |
| --------- | ----------------------- | ------------------------------- | --------------------- | ------ |
| Nhiều nơi | 17 tháng 4 năm 2019     | Tải xuống kỹ thuật số Streaming | Interscope            | [ 29 ] |
| Ý         | 17 tháng 4 năm 2019     | Đài phát thanh hit đương đại    | Universal Music Group | [ 30 ] |
| Anh       | 27 tháng 4 năm 2019     | Đài phát thanh hit đương đại    | Polydor               | [ 31 ] |
| Nhiều nơi | ngày 9 tháng 5 năm 2019 | (Các bản remix)                 | Interscope            | [ 32 ] |